# لينكسيس
لينكسس (بالإنجليزية: Linksys)‏ هي شركة أمريكية متخصصة في معدات الشبكات السلكية واللاسلكية. تأسست في 1988 ويقع مقرها في إرفاين.

## وصلات خارجية
- الموقع الرسمي